# John F. Kennedy

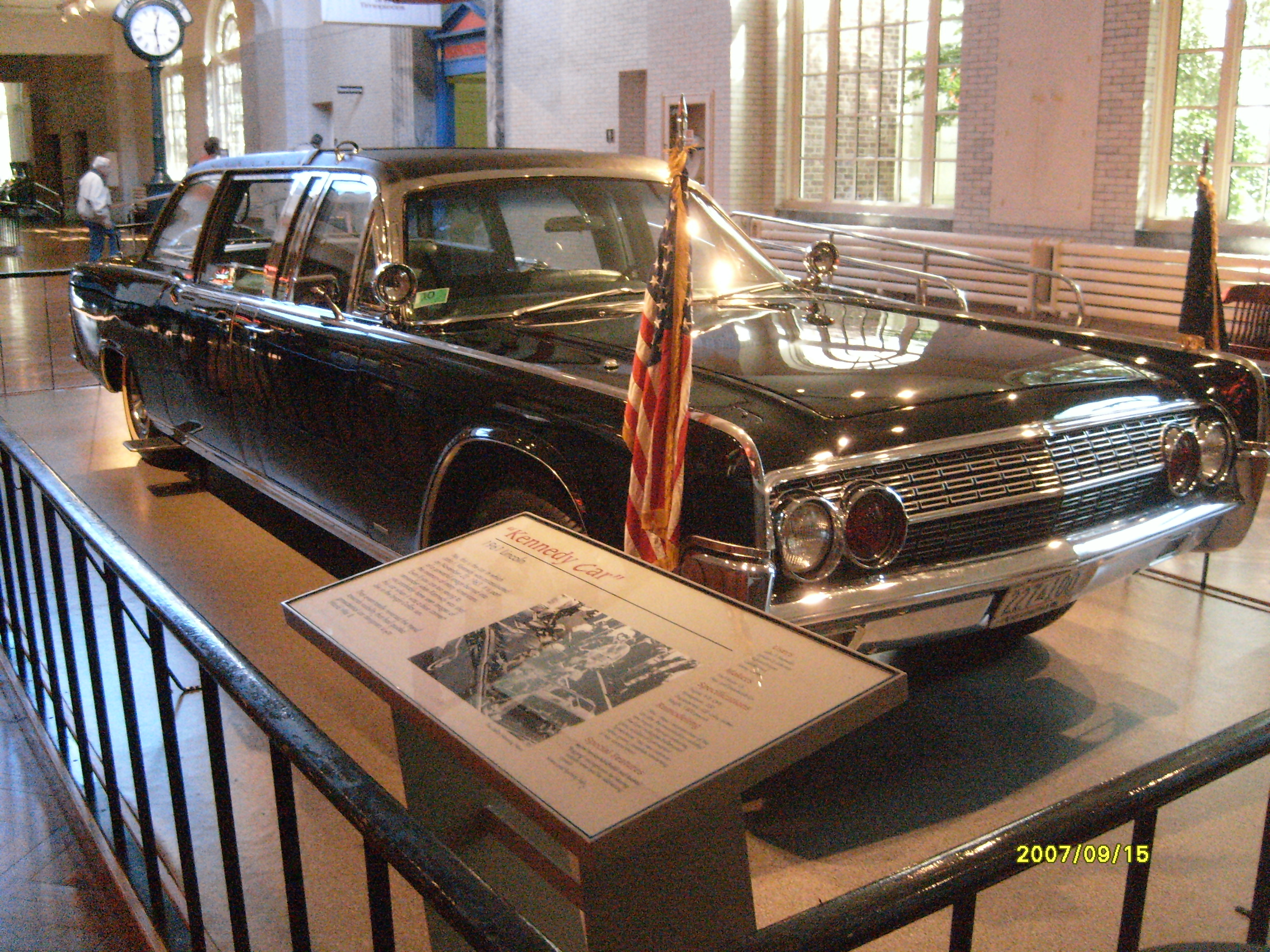
Samochód Johna F. Kennedy'iego

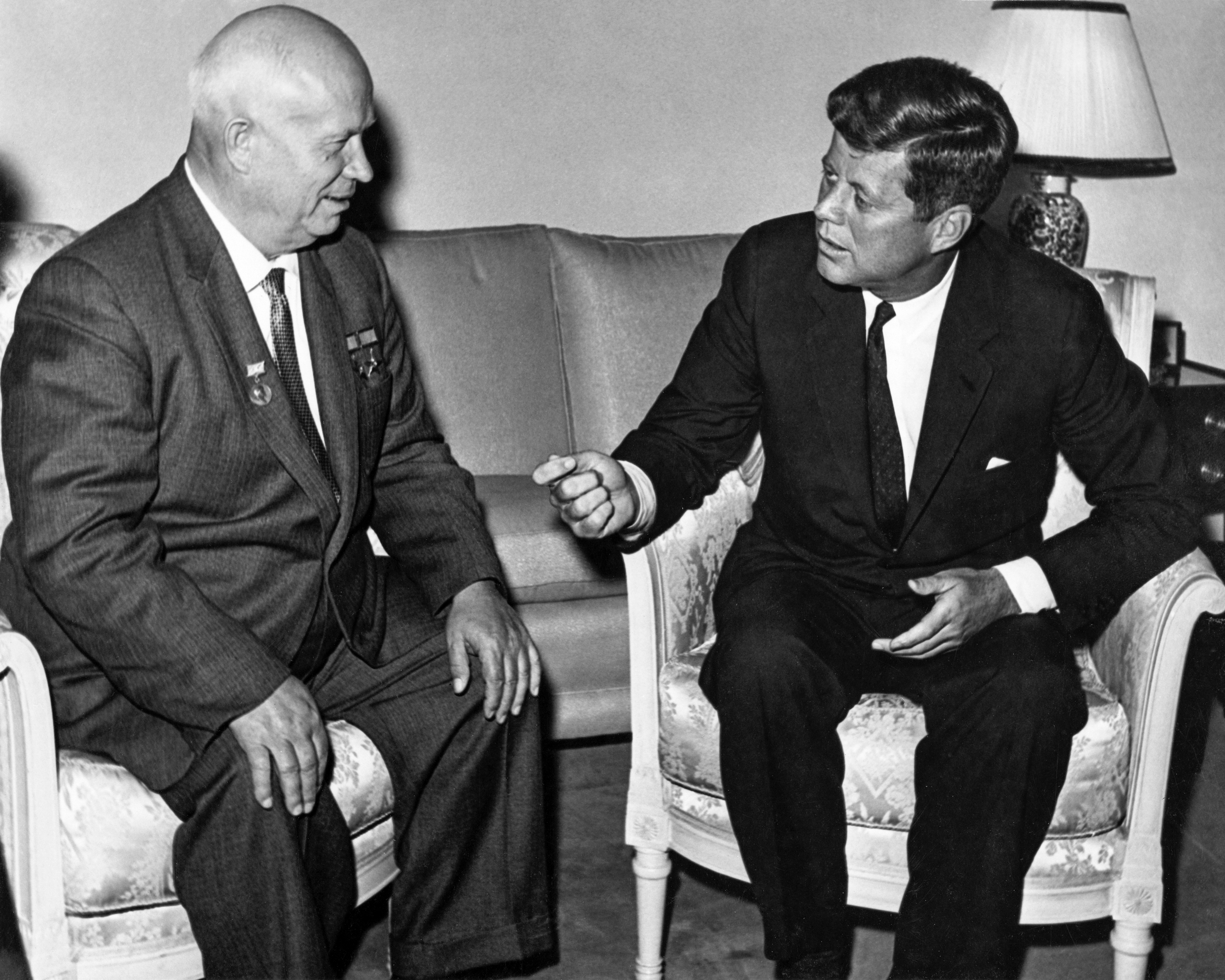
Kennedy i Chruszczow (1961)

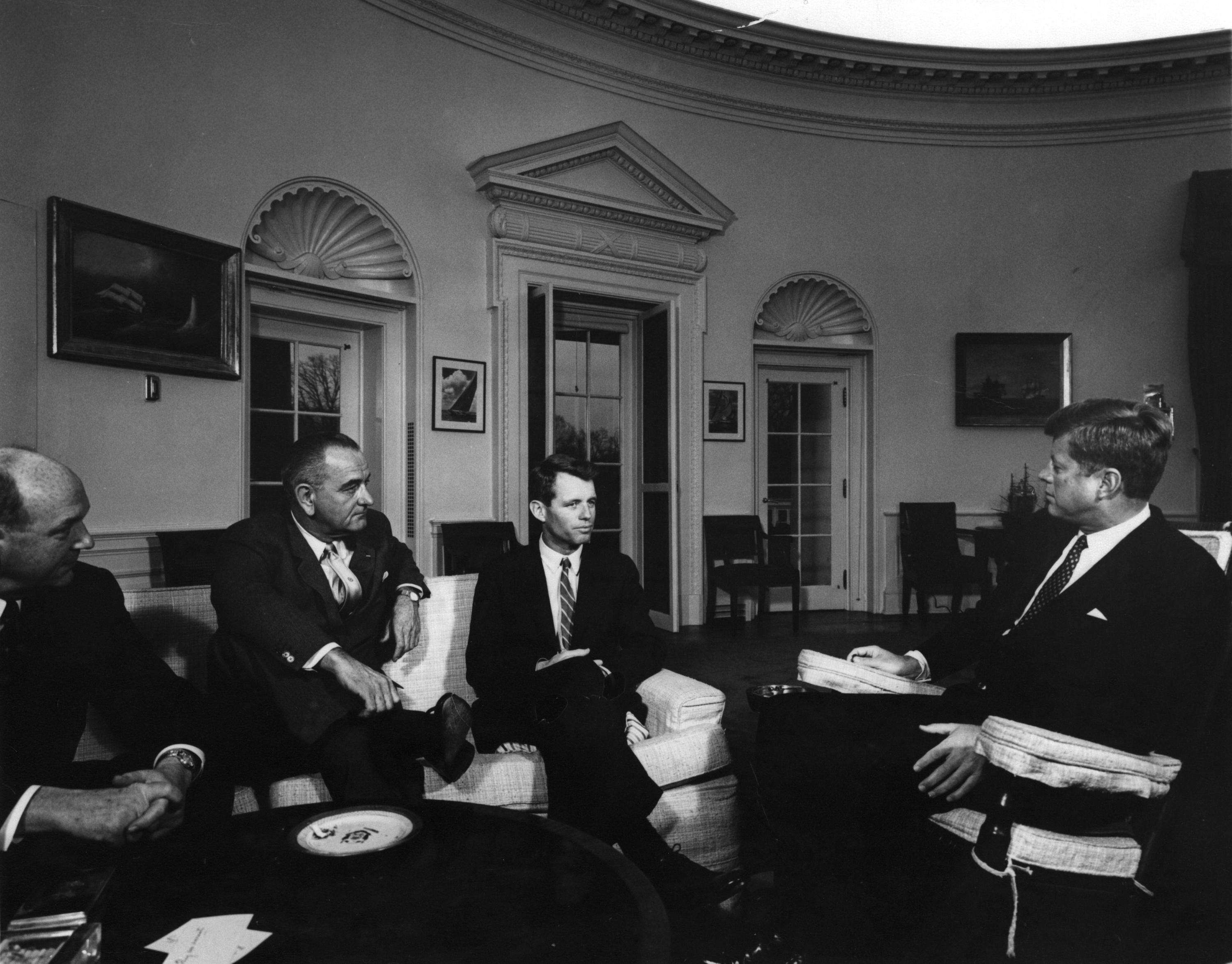
W Gabinecie Owalnym (1962)

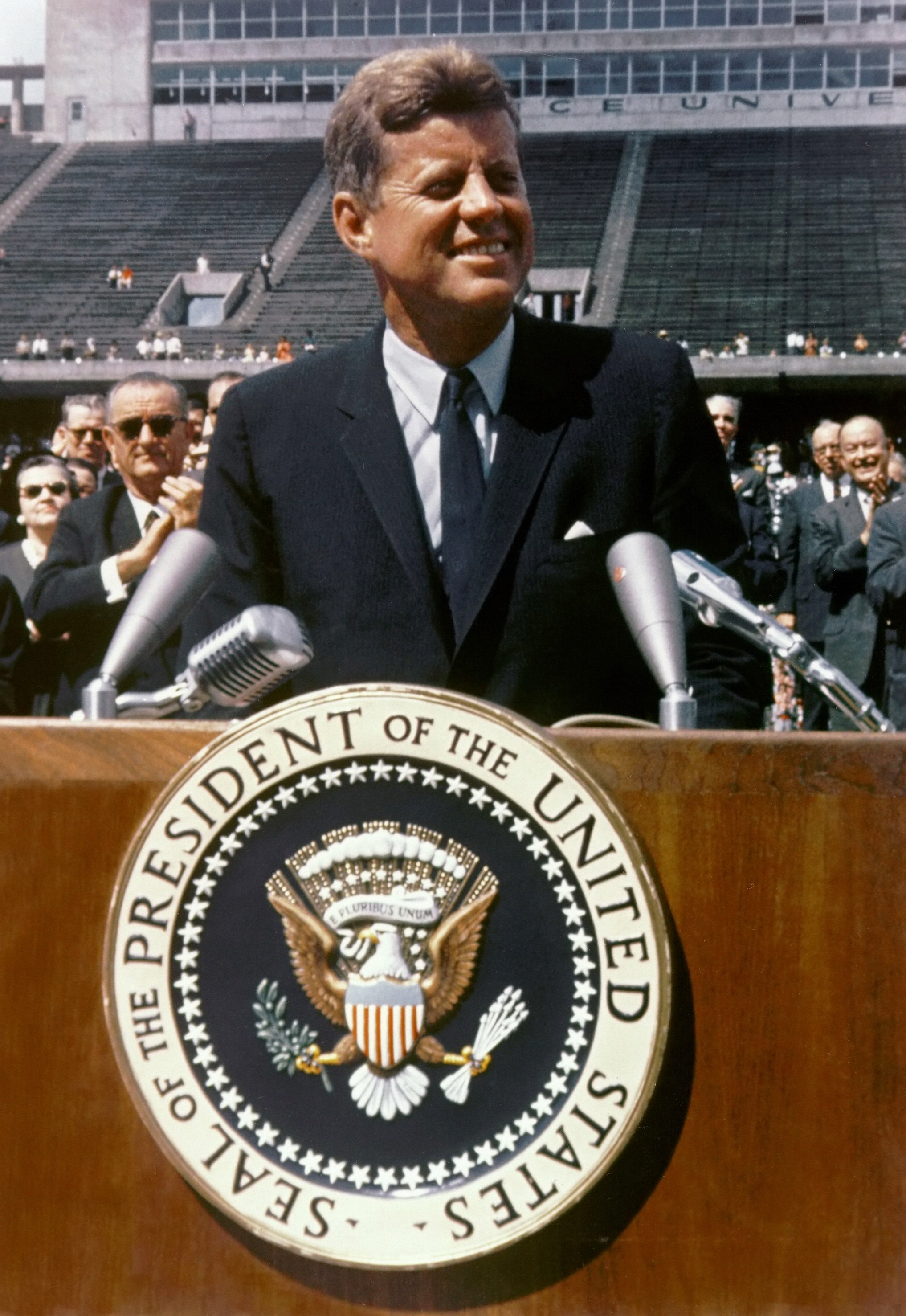
Jako prezydent (1962)

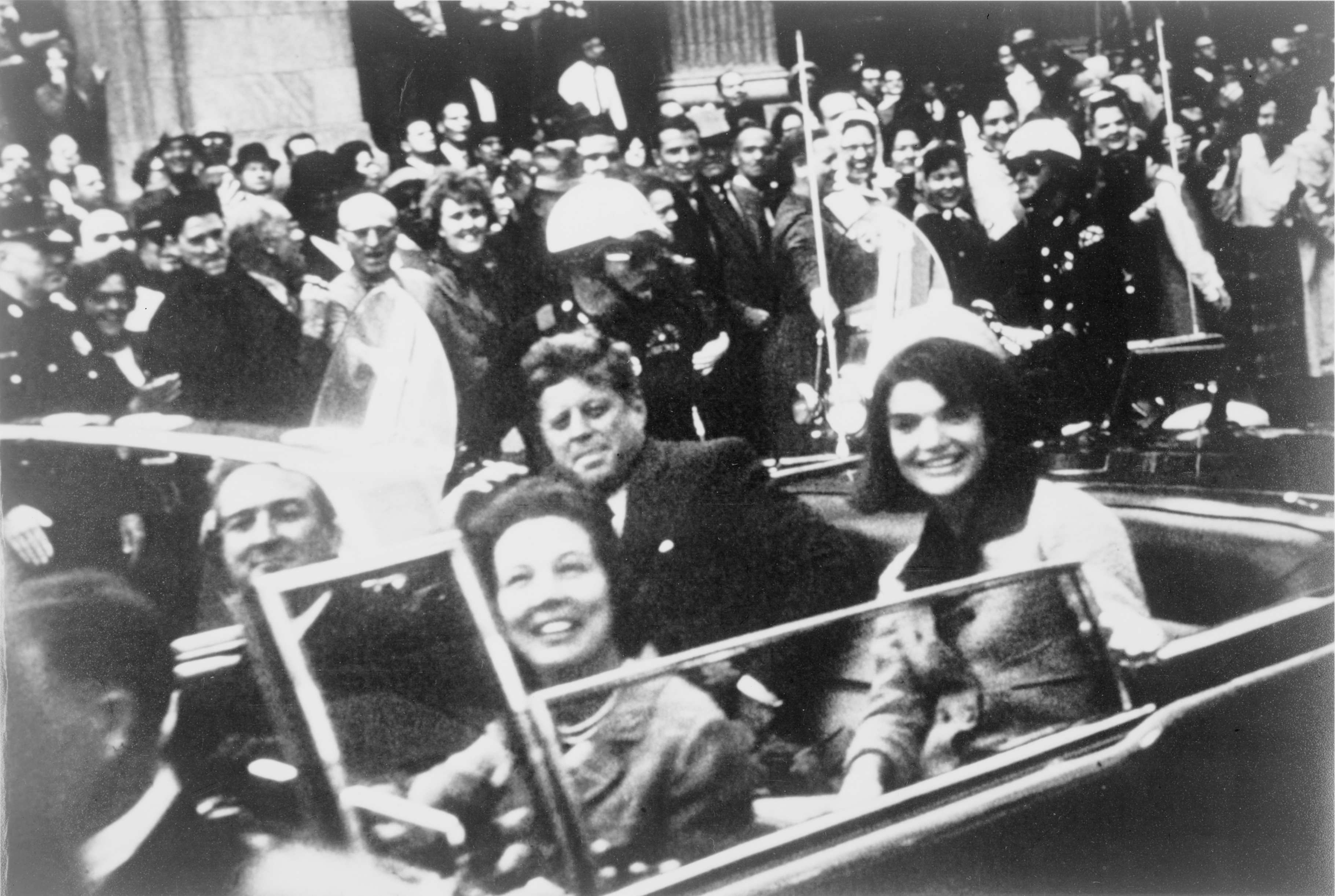
Kennedy przed zamachem w Dallas

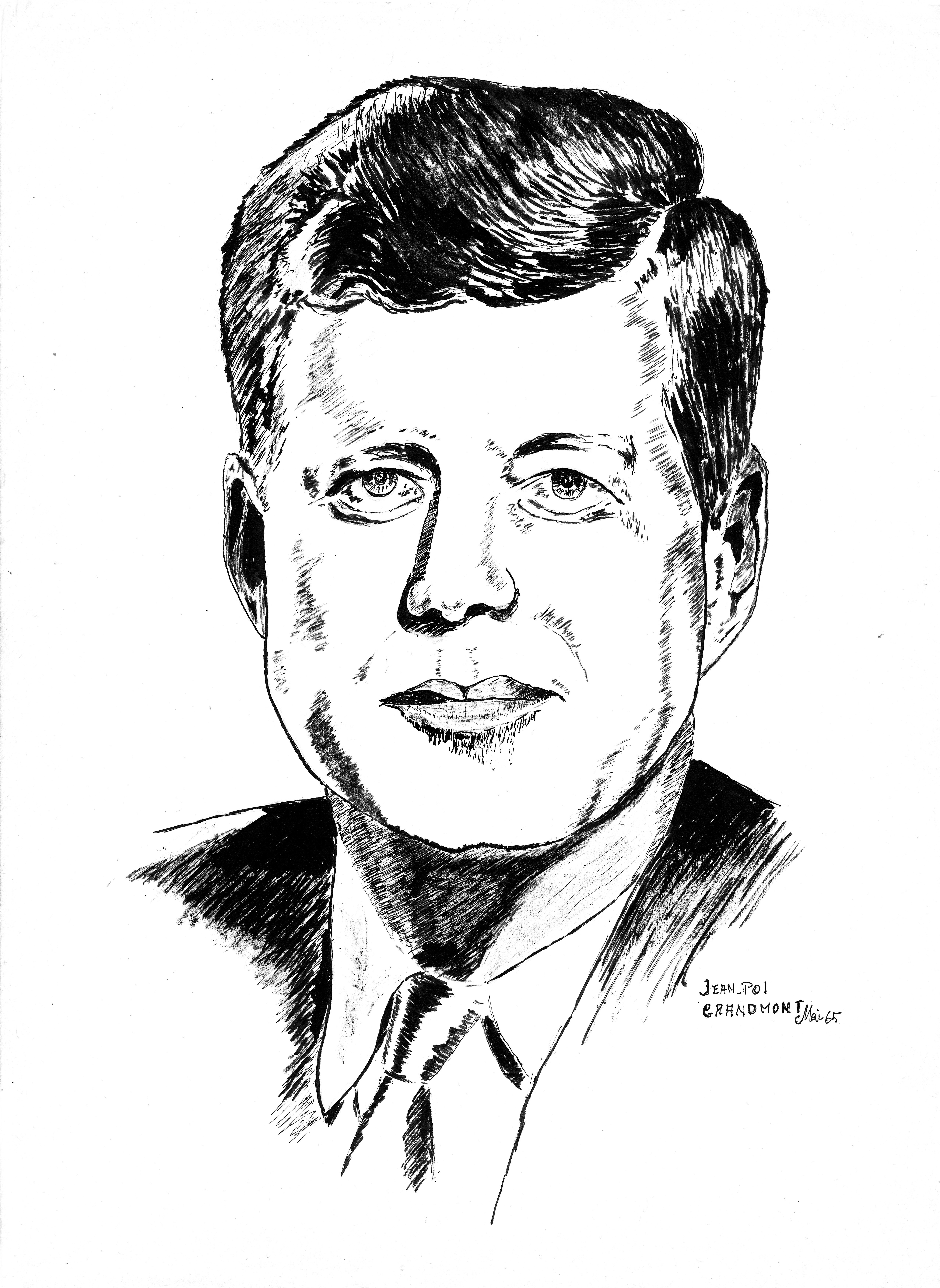
Portret pośmiertny (1965)

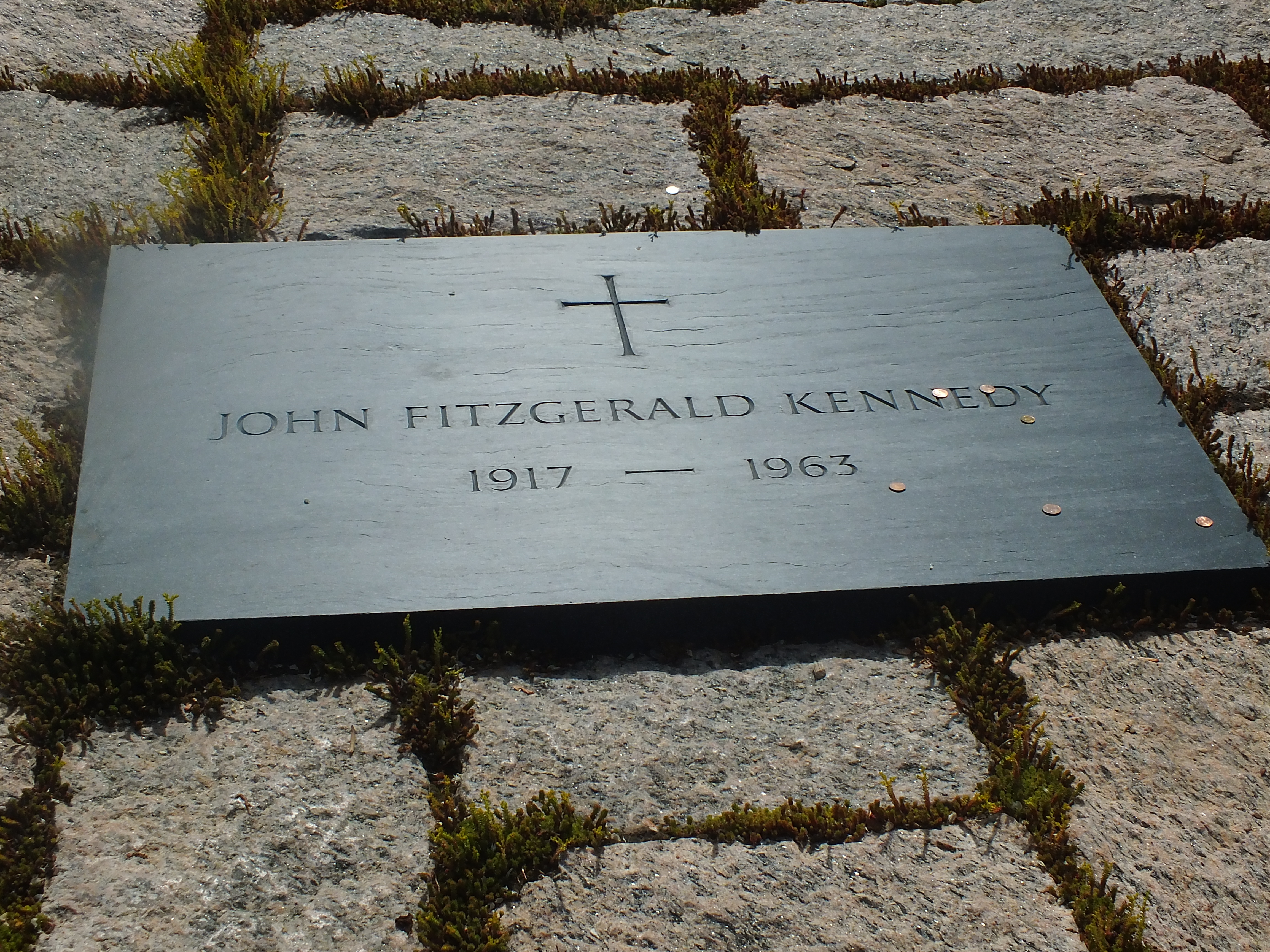
Nagrobek JFK w Arlington

John Fitzgerald Kennedy, powszechnie określany inicjałami „JFK” (ur. 29 maja 1917 w Brookline, zm. 22 listopada 1963 w Dallas) – amerykański polityk, 35. prezydent Stanów Zjednoczonych (1961–1963).

## Dzieciństwo i młodość
Urodził się 29 maja 1917 roku w Brookline, jako syn bankowca, handlarza i polityka Josepha Patricka Kennedy’ego. Matką przyszłego prezydenta była Rose Fitzgerald, córka Johna Francisa Fitzgeralda, burmistrza Bostonu. Joseph i Rose mieli łącznie dziewięcioro dzieci: Josepha Patricka juniora, Johna Fitzgeralda, Rosemary, Kathleen, Eunice, Patricię, Roberta Francisa, Jean i Edwarda Moore’a. Najstarszy z synów, Joe, zginął na froncie II wojny światowej 12 sierpnia 1944.
John Fitzgerald, który nazywany był „Jackiem”, uczęszczał do prywatnych szkół w Massachusetts, Connecticut i Nowym Jorku. W lecie 1935 roku przebywał w Londynie, gdzie uczył się w Londyńskiej Szkole Ekonomii; zachorował tam na żółtaczkę. Choroba spowodowała niemożność podjęcia studiów na Uniwersytecie w Princeton, więc zmuszony był przenieść się na Uniwersytet Harvarda, jesienią 1936 roku. W 1938 roku wyjechał z ojcem i starszym bratem do Londynu, gdzie zbierał materiały do pracy dyplomowej, zatytułowanej Appeasement w Monachium. Po powrocie do Stanów Zjednoczonych obronił dyplom w czerwcu 1940 roku, a jego praca została opublikowana w formie książki pod tytułem Dlaczego Anglia spała?. Jesienią 1941 wstąpił do Marynarki Wojennej i został skierowany na front II wojny światowej. Wkrótce po zatopieniu kutra torpedowego, które miało miejsce na początku sierpnia 1943 roku w Cieśninie Blacketta, Kennedy powrócił do kraju. Zachorował na malarię i odnowiła mu się kontuzja kręgosłupa. W kwietniu 1945 został honorowo zdemobilizowany ze służby.

## Kariera polityczna
Po wojnie pracował przez pewien czas jako dziennikarz w International News Service Williama Hearsta, relacjonując m.in. przebieg konferencji założycielskiej ONZ w San Francisco. W 1946 roku został po raz pierwszy wybrany do Izby Reprezentantów, w której zasiadał do roku 1952. Już dwa lata po wyborze, zaczął się przygotowywać do walki politycznej o pozycję senatora lub gubernatora Massachusetts. W 1952 roku postanowił kandydować do Senatu, startując przeciwko Henry’emu Cabotowi Lodge’owi. Wygrał wybory różnicą 70 tysięcy głosów. Zasiadając w Kongresie krytykował politykę zagraniczną i wojskową prezydenta Dwighta Eisenhowera, a popierał rozszerzenie praw obywatelskich i reformę antyzwiązkowej ustawy Tafta–Hartleya. Piastując urząd senatora, Kennedy napisał książkę „Profile odwagi”, która została wydana w 1955 roku i wyróżniona nagrodą Pulitzera dwa lata później.
Kennedy zaczął myśleć o prezydenturze w 1956 roku, kiedy przebywał na leczeniu dolegliwości kręgosłupa na Florydzie. W wyborach odbywających się w tym roku, kandydatem Partii Demokratycznej został Adlai Stevenson. Kennedy walczył wówczas o nominację wiceprezydencką, jednak uzyskał ją Estes Kefauver. Pomimo nieuzyskania nominacji, Kennedy pracował w sztabie wyborczym Stevensona, co przysporzyło mu popularności wśród bossów partyjnych. Dwa lata później ponownie został wybrany na senatora.
Pod koniec października 1959 roku odbyło się zebranie rodziny i najbliższych współpracowników Kennedy’ego, na którym zdecydował się ubiegać o prezydenturę w wyborach w 1960 roku. Oficjalnie jego kandydatura pojawiła się 2 stycznia 1960 roku. Jego głównymi kontrkandydatami byli Estes Kefauver, Hubert Humphrey, Stuart Symington, i Lyndon B. Johnson. Kennedy, jako katolik, był pod silnymi atakami bigoterii amerykańskiej, która zarzucała mu, że po objęciu urzędu prezydenckiego odda kraj we władanie papieżowi. Aby odciąć się od ataków wielokrotnie powtarzał zdanie: „Nie jestem katolickim kandydatem na prezydenta. Jestem kandydatem Partii Demokratycznej na prezydenta, który, tak się złożyło, jest katolikiem”. Szefem sztabu wyborczego mianował swojego brata – Roberta. Na konwencji demokratów, odbywającej się w lipcu 1960 roku w Los Angeles, John Kennedy uzyskał nominację już w pierwszym głosowaniu. Aby zapewnić sobie głosy na południu kraju, zaproponował wiceprezydenturę Teksańczykowi, Lyndonowi Johnsonowi. Z ramienia Partii Republikańskiej wystartowali Richard Nixon wraz z Henrym Cabotem Lodge’m. Duet demokratów oparł swój program wyborczy na polityce antykomunistycznej, wykorzystując wygranie wyścigu kosmicznego przez ZSRR (wysłanie pierwszego sztucznego satelity – Sputnika 1) i powstanie luki rakietowej. Kennedy nazwał swoje postulaty planem „Nowych Horyzontów”. W głosowaniu powszechnym obaj kandydaci zdobyli nieco ponad 34 miliony głosów, przy czym kandydat demokratów zdobył około 120 tysięcy głosów więcej od republikanina. Była to najmniejsza różnica w historii wyborów amerykańskich prezydentów. W Kolegium Elektorów Kennedy uzyskał 303 głosy przy 219 dla Nixona. Został zaprzysiężony 20 stycznia 1961 roku.

## Prezydentura
Z uwagi na znikomą różnicę głosów w zwycięskich dla siebie wyborach, nowy prezydent postanowił pozostawić kojarzonych z obozem republikańskim: Johna Edgara Hoovera na stanowisku szefa FBI i Allena Dullesa na stanowisku szefa CIA. Do swojego gabinetu powołał też dwóch innych polityków republikańskich – Roberta McNamarę mianował sekretarzem obrony, a Douglasa Dillona – sekretarzem skarbu. Prokuratorem generalnym został brat prezydenta, Robert Kennedy, a sekretarzem stanu – Dean Rusk. Aby uspokoić konserwatywne skrzydło demokratów, mianował południowca, Luthera Hodgesa sekretarzem handlu i odłożył w czasie reformę praw obywatelskich.
Nie chcąc pozbawiać się szans na reelekcję w 1964 roku, nie chciał występować z inicjatywą ustawodawczą o desegregacji rasowej. Wykonywał jednak pewne gesty w kierunku ludności czarnoskórej: mianował Afroamerykanów na różne stanowiska, popierał rejestrację czarnych wyborców, a także zapewnił ochronę federalną Martinowi Lutherowi Kingowi w czasie protestów w Alabamie w maju 1961 roku. Zorganizował także eskortę federalną afroamerykańskim studentom, chcącym podjąć naukę na Uniwersytecie Mississippi (1962) a także umożliwił podjęcie nauki dwójce uczniów na Uniwersytecie Alabamy, których przyjęcie osobiście blokował gubernator Alabamy George Wallace (1963) – mimo to ustawę zakazującą dyskryminacji rasowej podpisał dopiero 2 lata po objęciu prezydentury. Kongres uchwalił nowe prawo w 1964 roku, już po śmierci Kennedy’ego.
Największą aktywność prezydent wykazywał w dziedzinie polityki zagranicznej. Wśród biografów panują spory, czy Kennedy był zwolennikiem polityki dialogu ze Związkiem Radzieckim, czy też popierał ostrą doktrynę antykomunistyczną. Jego działania wskazują na balansowanie wokół obu idei, czego skrajnymi przykładami mogą być próba polepszenia relacji z państwami socjalistycznymi i blokada Kuby. Osobiste zaangażowanie w sprawy międzynarodowe sprawiły, że w Stanach Zjednoczonych uważano, że Kennedy jest nie tylko prezydentem, ale też sekretarzem stanu. W zakresie polityki wojskowej był zwolennikiem doktryny „elastycznego reagowania”.
Jednym z pierwszych wyzwań, z jakimi musiał się zmierzyć nowy prezydent była inwazja w Zatoce Świń, przygotowana jeszcze za czasów prezydentury Eisenhowera. Były prezydent zatwierdził plan Centralnej Agencji Wywiadowczej, by przeszkolić i wyposażyć w broń półtora tysiąca kontrrewolucjonistów kubańskich i podjąć próbę obalenia Fidela Castro na Kubie. Prezydent miał liczne zastrzeżenia do tego planu, jednak został wprowadzony w błąd przez szefa CIA Allena Dullesa, który zapewniał, że inwazja zakończy się pełnym sukcesem i nie ma zagrożenia politycznego. By zapewnić większe bezpieczeństwo, Kennedy nie zgodził się na udzielenie wsparcia lotniczego. Do ataku doszło 17 kwietnia 1961. Akcja zakończyła się całkowitym niepowodzeniem – około stu kontrrewolucjonistów zginęło, a tysiąc dostało się do niewoli. Część została uratowana przez US Navy. W wyniku fiaska, Kennedy zdymisjonował szefa CIA i zarządził ścisłą kontrolę wojska i wywiadu.
Ponieważ prezydent sprzyjał ruchom syjonistycznym i uważał sojuszniczy Izrael za ofiarę agresji, pogorszyły się relacje USA z arabskimi państwami Bliskiego Wschodu. Przed spotkaniem z premierem Izraela Dawidem Ben Gurionem (30 maja 1961), wysłał listy do prezydenta Libanu Fuada Szihaba, króla Arabii Saudyjskiej Ibn Su’uda, premiera Iraku Abda al-Karima Kasima, prezydenta Zjednoczonej Republiki Arabskiej Gamala Nasera i króla Jordanii Husajna I. W korespondencji deklarował szukanie sprawiedliwego i pokojowego rozwiązania konfliktu i repatriację uchodźców arabskich. List jednak nie poprawił relacji Stanów Zjednoczonych z krajami arabskimi. Gdy Wielka Brytania wysłała wojska do Kuwejtu, broniąc go przed aneksją ze strony Iraku, Kennedy poparł tę interwencję. W kręgach amerykańskich panowało silne lobby wywierające wpływ na prezydenta, by bardziej dynamicznie poparł Izrael. Doprowadziło to do tego, że we wrześniu 1962 roku Kennedy postanowił sprzedać Izraelowi rakiety MIM-23 Hawk i przeszkolić jego żołnierzy. Oponując przeciw takiemu działaniu, sekretarz Ligi Arabskiej Abdul Khlek Hassouna stwierdził, że działania USA powodują zaburzenie równowagi na Bliskim Wschodzie. Pomimo prowadzenia proizraelskiej polityki, prezydent odmówił podpisania układu o wzajemnym bezpieczeństwie.
W czerwcu 1961 roku nawiązał stosunki dyplomatyczne z I sekretarzem KPZR Nikitą Chruszczowem, spotykając się z nim w Wiedniu. Chruszczow przedstawił wówczas projekt traktatu pokojowego pomiędzy RFN i NRD. Kennedy zgadzał się, że podpisanie memorandum umożliwiłoby współpracę pomiędzy Wschodem i Zachodem, jednak nie poruszył kwestii zjednoczenia Niemiec. W sierpniu wokół Berlina Zachodniego powstał Mur, a prezydent wysłał do RFN 40 tysięcy żołnierzy i zmobilizował 250 tysięcy rezerwistów. Kiedy w listopadzie w Stanach Zjednoczonych wizytował kanclerz RFN Konrad Adenauer, domagał się dostępu Niemiec do broni jądrowej. Kennedy oświadczył wówczas, że USA jest przeciwne pomysłowi przekazywania jakiemukolwiek krajowi głowic atomowych, ale jednocześnie nie będzie ingerować, jeśli dane państwo będzie chciało pozyskać broń jądrową na własną rękę. Wyrażał także zaniepokojenie remilitaryzacją NRD i zbyt dużym wpływem wojskowych w tym kraju, dlatego postanowił nie wycofywać wojsk z Berlina Zachodniego. 26 czerwca 1963 roku, wizytując w Niemczech, Kennedy wygłosił przemówienie, w którym zawarł słynny cytat „Ich bin ein Berliner”.
Polityka antykomunistyczna Kennedy’ego objawiała się także w Azji Południowo-Wschodniej. W 1962 roku udzielił zdecydowanego wsparcia prezydentowi Wietnamu Południowego, Ngô Đình Diệmowi i wysłał tam 16 tysięcy doradców wojskowych, a następnie sprzęt i żołnierzy. Podobna sytuacja miała miejsce w Laosie, gdzie prezydent planował przerzucić 5 tysięcy żołnierzy z sąsiadującej Tajlandii. Ostatecznie strona amerykańska zgodziła się na rozejm i zrezygnowała z interwencji, koncentrując się na umocnieniu pozycji w Wietnamie Południowym.
W 1962 roku doszło do nagłego zaostrzenia relacji ze Związkiem Radzieckim, z powodu umieszczenia rakiet radzieckich na terytorium Kuby. Wojskowi doradcy Kennedy’ego stanowczo domagali się zbrojnej interwencji, włącznie z użyciem broni jądrowej. Prezydent jednak nie zgodził się na ten pomysł, obawiając się nieprzychylnej reakcji światowej opinii publicznej i 21 października 1962 roku postanowił ogłosić blokadę morską Kuby. Chciał w ten sposób skłonić władze ZSRR do wycofania rakiet, co doprowadziło do najpoważniejszego kryzysu w relacjach amerykańsko-radzieckich po II wojnie światowej. Obawiając się ataku odwetowego i realnej groźby wybuchu III wojny światowej, prezydent i jego brat Robert Kennedy sprzeciwiali się inwazji na Kubę. Według sekretarza obrony Roberta McNamary 27 października prezydent zmienił zdanie; był gotów zaakceptować plan ataku na kubańskie bazy lotnicze i radzieckie wyrzutnie rakietowe. Ostatecznie jednak, dzięki wymianie depesz dyplomatycznych z Chruszczowem i negocjacjom Roberta Kennedy’ego z ambasadorem ZSRR, Anatolijem Dobryninem, udało się zawrzeć porozumienie. W jego myśl USA zadeklarowały, że nie dokonają w przyszłości inwazji na Kubę i wycofają wyrzutnie rakietowe z Turcji i Włoch, a w zamian Związek Radziecki wycofa rakiety z Kuby. Kryzys kubański zakończył się 28 października.
Mimo deklaracji o niechęci wyposażania innych krajów w broń atomową, Stany Zjednoczone nie sprzeciwiły się pomysłowi dostarczenia tej broni armii NATO, gdy pojawił się na sesji Rady Paktu Północnoatlantyckiego, z inicjatywy RFN. Jednak na początku grudnia 1962 roku, USA postanowiły zrezygnować z produkcji rakiet GAM-87 Skybolt, służących do przenoszenia ładunków jądrowych, która miała być sprzedawana Wielkiej Brytanii. Rząd brytyjski musiał zaniechać produkcji pocisku Blue Streak, co spotkało się z antyamerykańskimi nastrojami w społeczeństwie angielskim. Mimo takich działań Kennedy rozbudował arsenał jądrowy własnego kraju. Oskarżając administrację Eisenhowera o powstanie luki rakietowej, nie potrafił powstrzymać wyścigu zbrojeń z ZSRR. Dopiero 10 czerwca 1963 roku, zaproponował, by w ramach kontroli zbrojeń i rozbrojeń, zaniechać prób z bronią jądrową w atmosferze. Nikita Chruszczow przychylił się do tego pomysłu. Dzięki szybkim negocjacjom traktat podpisano 25 lipca, a w sierpniu prezydent skierował go do Senatu. Izba wyższa ratyfikowała go 24 września.

## Zamach i śmierć
Myśląc o reelekcji w 1964 roku, Kennedy zaplanował podróż po stanach zachodnich i południowych, by zapewnić sobie poparcie. Najbardziej istotna dla niego była wizyta w Teksasie, który posiadał dużą reprezentację w Kolegium Elektorów. 21 listopada odwiedził San Antonio, Houston i Fort Worth. We wszystkich miastach został ciepło przyjęty, jednak następnego dnia miał wizytować w Dallas, które było nazywane „Miastem Nienawiści”. Konserwatywna prasa oskarżała prezydenta o zdradę i sympatie komunistyczne. W czasie przejazdu przez Ross Avenue w stronę Dealey Plaza kawalkada limuzyn prezydenta i gubernatora Johna Conally’ego została ostrzelana około godziny 12.30. Kennedy został trafiony w szyję i w głowę; Conally także został ranny. Zaraz potem samochody skierowały się do Parkland Hospital, gdzie tuż po godzinie 13.00 orzeczono śmierć prezydenta. Ostatniego namaszczenia udzielił mu ksiądz Oscar Hubert z kościoła Trójcy Świętej w Dallas. Kennedy został pochowany 25 listopada na Cmentarzu Narodowym w Arlington.
Kilka godzin po zamachu aresztowano Lee Harveya Oswalda, którego oskarżono o zabójstwo prezydenta. Dwa dni później Oswald został zastrzelony przez Jacka Ruby’ego w piwnicy komisariatu policji. W celu wyjaśnienia śmierci Kennedy’ego powołano specjalną komisję, pod przewodnictwem prezesa Sądu Najwyższego, Earla Warrena. 24 września 1964 roku komisja opublikowała raport, stwierdzający, że pomysłodawcą i jedynym zamachowcem był Lee Harvey Oswald. Krytyka, jakiej poddano raport, spowodowała, że w 1976 roku Izba Reprezentantów powołała drugą komisję. Po trzech latach komisja stwierdziła, że zamachowcem był Oswald, ale istniał także drugi, niezidentyfikowany strzelec. Raport komisji głosił także, że prezydent padł ofiarą spisku, lecz nie wymieniał mocodawców zamachowców, wykluczając jedynie udział Związku Radzieckiego. Na temat śmierci Kennedy’ego powstało także wiele teorii alternatywnych.

## Zdrowie
W czasie studiów grywał w futbol amerykański, co spowodowało u niego trwały uraz kręgosłupa. Bóle, które odczuwał, dały się we znaki w czasie, gdy zasiadał w Senacie. W październiku 1954 przeszedł pierwszą operację, a w lutym 1955 kolejną. Pierwsza spowodowała, że Kennedy był bliski śmierci, lecz ani ta, ani druga nie przyniosły efektu w postaci całkowitego wyleczenia. Kontuzja, której doznał w 1961 roku, spowodowała, że codziennie odczuwał dotkliwy ból. Według lekarki prezydenta, dr Janet Travell, miał on borykać się z wysoką gorączką, dolegliwościami żołądka, jelit i prostaty, ropniami i wysokim poziomem cholesterolu. Przyjmował szereg leków, wśród których były kortykosteroidy, penicyliny, prokaina, fenobarbital, testosteron.
Już po śmierci prezydenta ukazały się informacje, według których miał on cierpieć na chorobę Addisona i niedoczynność tarczycy. Obecność tych dwóch schorzeń doprowadziła do wniosku, że Kennedy mógł chorować na autoimmunologiczny zespół niedoczynności wielogruczołowej typu 2.

## Życie prywatne
Był katolikiem. Przez trzy lata spotykał się z duńską dziennikarką Ingą Arvad. 12 września 1953 w Newport poślubił Jacqueline Bouvier, z którą miał troje dzieci: Caroline (ur. 1957), Johna Fitzgeralda juniora (1960 –1999) i Patricka Bouviera (ur. i zm. w 1963). Zdaniem biografów małżeństwo Kennedych nie było szczęśliwe i było zawarte z rozsądku. Kennedy dopuszczał się licznych zdrad. W czasie trwania małżeństwa z Jacqueline romansował m.in. z Marilyn Monroe, Marlene Dietrich, Judith Exner, Mary Pinchot Meyer i sekretarką pierwszej damy, Pamelą Turnure. Dyrektor Federalnego Biura Śledczego J. Edgar Hoover otrzymywał liczne raporty na temat życia seksualnego prezydenta.